# Science et Méthode
Science et Méthode est un livre d'Henri Poincaré publié en 1908 chez Flammarion dans la collection « Bibliothèque de philosophie scientifique » dans lequel l'auteur réfléchit au rôle de la science et développe ses conceptions de la physique et des mathématiques. Cet ouvrage reprend et développe certains thèmes déjà présents dans la Science et l'Hypothèse, et dans la Valeur de la Science.

## Le savant et la science
Poincaré définit quel doit être le rôle du savant, et quel sens il faut donner à l'utilité de la science. Il récuse l'utilité immédiate de l'industriel qui ne voit dans la science qu'une application pratique. Il récuse également une science qui ne serait guidée que par des considérations morales. Le savant doit également agir pour la science elle-même, guidé par son propre intérêt, et par les questions qu'il se pose. Le choix des faits qu'il étudie ne doit pas cependant être dicté par un simple caprice. Il doit sélectionner ceux qui lui permettront de dégager les lois les plus générales possibles. C'est en ce sens seulement que la science sera utile. L'étude portera d'abord sur des faits simples permettant de dégager une règle adaptée à ces faits. Après cela, son attention se portera sur les exceptions à la règle. Ces exceptions jugées marginales en premier lieu, prennent alors toute leur importance. De nouvelles questions se posent, appelant de nouvelles réponses. Les considérations précédentes doivent s'appliquer également aux mathématiques, qui, au-delà du rôle qu'elles peuvent apporter au physicien ou à l'ingénieur, doivent également réfléchir sur elles-mêmes sous peine de se stériliser. 
En mathématiques, la fin du XIXe siècle est caractérisée par une recherche de la rigueur conduisant au formalisme axiomatique. Tout en reconnaissant cette démarche, Poincaré la juge néanmoins d'un intérêt limité et il considère le travail des logiciens comme secondaire. Il estime plus importantes les découvertes mathématiques, guidées par l'intuition, et adopte une position qu'on peut considérer proche du constructivisme. En géométrie, il a conscience du développement que va prendre la topologie, dénommée alors sous le nom d'Analysis situs et dont Riemann est un précurseur. 
Il décrit le processus de l'invention en mathématiques. Un long et ardu travail peut sembler se révéler stérile, mais être suivi par une découverte survenant fortuitement au cours d'une illumination soudaine. C'est à cette occasion que Poincaré cite l'épisode célèbre relatif aux fonctions fuchsiennes. Selon Poincaré, il y a un travail inconscient, formant à notre insu, des combinaisons diverses et parmi elles, émergent à notre conscience celles qui affecteront le plus notre sensibilité par leur beauté et leur harmonie. 
Poincaré s'intéresse également au hasard, et poursuit les réflexions qu'il a déjà menées sur la question dans La Science et l'Hypothèse. À cette occasion, il évoque les phénomènes de sensibilité aux conditions initiales, connus dans la deuxième moitié du XXe siècle sous le nom d'effet papillon, sujet sur lequel il a travaillé dans le domaine astronomique.

## Le raisonnement mathématique
Le développement de la topologie, évoqué plus haut, n'est pas étranger à l'abandon définitif de la notion d'espace absolu,. Poincaré fait remarquer que le seul système de référence concret est celui, relatif, lié à notre corps. Il ne conçoit que des mouvements relatifs, ces derniers étant pris en sens très large, non nécessairement limités à un espace euclidien. Ainsi remarque-t-il que, si l'espace se déformait, il en serait de même de nos instruments de mesure et que nous n'aurions pas conscience de cette déformation. Ainsi deux espaces sont-ils équivalents non seulement par transformation isométrique, mais également par transformation homéomorphe. Cette question mathématique est à rapprocher des questions physiques liées aux déformations de l'espace dans le sens du déplacement proposées par Lorentz pour expliquer la constance de la mesure de la vitesse de la lumière dans le vide. 
Poincaré développe ensuite le rôle des définitions dans l'enseignement, dans un chapitre qui n'a rien perdu de son actualité. Il distingue soigneusement la définition mathématique idéale de celle qu'il convient de donner aux élèves ou aux étudiants. Il explique en quoi il peut être préférable de donner d'abord une définition approximative qui répondra à l'intuition immédiate des élèves, plutôt que de leur donner une définition abstraite dont le rôle, les tenants et aboutissants leur échapperont, quitte à affiner petit à petit cette définition.  Il rétorque aux partisans de la rigueur que la définition abstraite elle-même ne peut avoir de sens que si on garde en esprit le cheminement intuitif qui a conduit à sa formation. Les mêmes remarques s'appliquent également à l'enseignement de la physique qui doit rechercher un lien constant entre le monde réel et la présentation des théories physiques les plus abstraites. 
Il s'insurge contre ce qu'il considère être des excès de la logique. Il réfute qu'on puisse définir les ordinaux transfinis avant d'en distinguer la classe des ordinaux finis. Ses flèches les plus féroces sont adressées à Peano, qui a formalisé les axiomes relatifs aux entiers, mais s'adressent également à Russell ou à Hilbert. En effet, pour Poincaré, les logiciens ne peuvent procéder que par cercle vicieux dans leur tentative de définir les entiers, l'usage de ceux-ci étant implicite dans leurs raisonnements, ainsi que celui du principe de récurrence. Pour Poincaré, ce dernier principe ne peut donc ni être démontré, ni relever d'une définition des entiers. Il est plutôt un jugement synthétique a priori au sens que lui donne Kant, et est le principe même qui permet à l'intelligence humaine de procéder à des généralisations. On peut rapprocher sa position de celle de Kronecker. Poincaré rejette la notion d'infini actuel, l'infini ne pouvant être à ses yeux que potentiel. Il convient de souligner que Poincaré écrit à une époque où la théorie des ensembles est encore source de contradiction, la mise au point par Zermelo, Fraenkel et Skolem n'ayant pas encore eu lieu. Poincaré pense également qu'il est possible de prouver la non-contradiction d'une théorie précisément en utilisant le principe de récurrence sur le nombre de formules validées, ce que Gödel démontrera comme impossible.

## La mécanique nouvelle
Les années 1900 sont en physique des années de profondes remises en cause. Poincaré dresse une liste des divers sujets posant problème : étude de la radioactivité, question de la validité de la conservation de l'énergie qui en découle, identification de la nature des rayonnements radioactifs, difficulté de mesurer la masse des particules émises lors de la désintégration radioactive, dépendance éventuelle de la masse avec la vitesse, comparaison entre la masse inertielle et la masse gravitationnelle, étude du résultat négatif de l'expérience de Michelson et Morley, considérations sur les rayons cathodiques ou les rayons X, difficulté de synchroniser deux horloges, réflexions sur la notion de contraction des longueurs proposée par Lorentz dans le sens du mouvement pour concilier mécanique et électromagnétisme, validité ou non du principe d'action et de réaction et du principe de relativité, limitation de la vitesse d'un corps par celle de la lumière, question du mouvement du périhélie de Mercure, nature de la force de gravitation. 
Le texte de Poincaré est un témoignage intéressant de l'état de la physique et des questions que se posaient les physiciens de l'époque.

## La science astronomique
Dans la dernière partie de l'ouvrage, Poincaré, reprenant une idée de Kelvin étudie dans quelle mesure la théorie cinétique des gaz pourrait être appliquée à l'étude de la Voie lactée, les astres étant assimilés à des points matériels, sur sa taille, sur son âge et sur la compatibilité de cet âge avec celui estimé des étoiles. Il s'interroge également sur la stabilité des galaxies spirales.
L'ouvrage se termine par un plaidoyer en faveur de la géodésie française et de son intérêt pour la connaissance de la Terre et le prestige de la France.